# 城立寺 (本庄市)
城立寺（じょうりゅうじ）は、埼玉県本庄市銀座にある日蓮宗系の単立寺院で、単立寺院で組織する日蓮教団に所属している。鉢形山浄眼院。普寛霊場とともに武州本庄七福神めぐりの大黒尊天を祀る（本庄二大黒天の一つ）。5月には薬師如来御開帳と春季大祭が行われる。

## 歴史
天正年間（1573年－1592年）寄居の鉢形城の城主北条氏邦が城内に建立した祈願所が起源。明治31年（1898年）現在地に移転した。

## 境内
- 本堂
  - 淡水魚貝類の碑、鉢形城から移された五輪塔、宝篋印塔が建つ。

## 参考資料
- 埼玉県立本庄高等学校古学部編「いぶき」埼玉県立本庄高等学校古学部（1965年）